# Alburnoides varentsovi
Alburnoides varentsovi är en fiskart som beskrevs av Bogutskaya och Brian W. Coad 2009. Alburnoides varentsovi ingår i släktet Alburnoides och familjen karpfiskar. Inga underarter finns listade i Catalogue of Life.